# Teemu Sippo

Teemu Sippo, född 20 maj 1947 i Lahtis, Finland, är biskop i Helsingfors romersk-katolska stift. När hans föregångare Józef Wróbel 2008 avgick blev Sippo stiftsadministratör, och den 16 juni 2009 utsågs han av påven Benedikt XVI till biskop över samma stift.
Innan Sippo fick hand om biskopssysslan har han verkat som präst, bland annat i Jyväskylä och Helsingfors katolska församlingar. Han har också varit verksam inom Ekumeniska Rådet i Finland.